# Anthracites discolateralis
Anthracites discolateralis är en insektsart som beskrevs av Heinrich Hugo Karny 1931. Anthracites discolateralis ingår i släktet Anthracites och familjen vårtbitare. Inga underarter finns listade i Catalogue of Life.